# Acer Aspire One

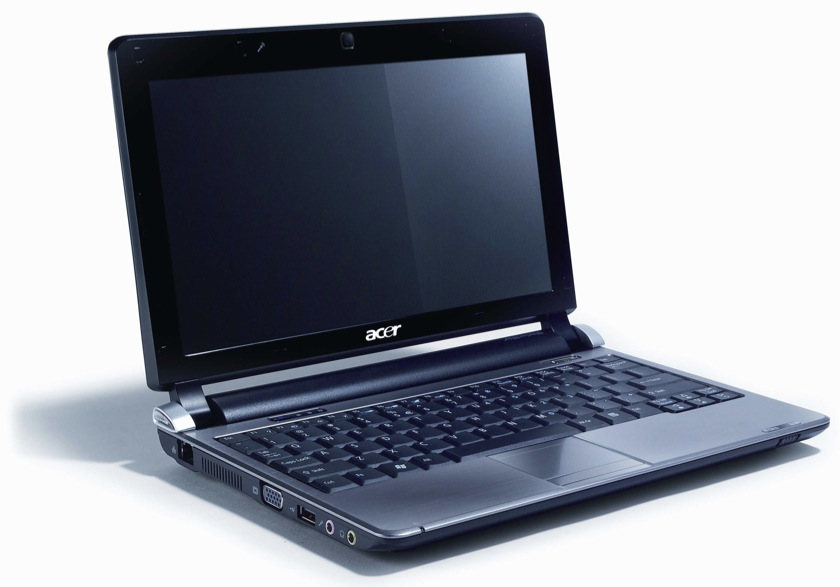
Netbook Acer Aspire One

Acer Aspire One je netbook vyráběný společností Acer. Malý notebook (netbook) byl uveden na trh v červenci roku 2008. Ve třetím čtvrtletí roku 2008 byl Aspire One s 2,15 miliony kusy nejprodávanějším netbookem na světě.